# The Law and the Man (film 1910 Vitagraph)
The Law and the Man è un cortometraggio muto del 1910. Il nome del regista non viene riportato nei credit del film che ha come interprete Maurice Costello, attore molto popolare che proveniva dal teatro.

## Produzione
Il film fu prodotto dalla Vitagraph Company of America.

## Distribuzione
Distribuito dalla General Film Company, il film - un cortometraggio in una bobina - uscì nelle sale cinematografiche statunitensi il 13 dicembre 1910.